# StorageTek

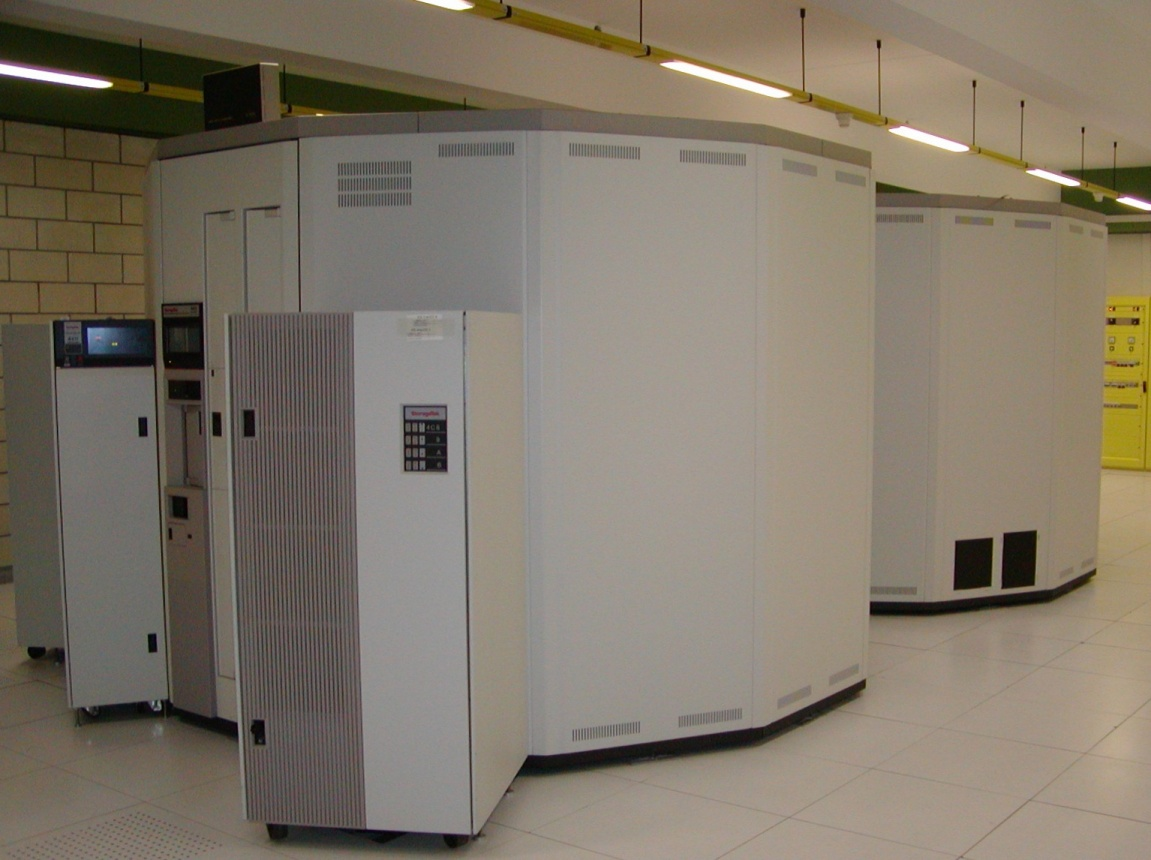
Librairie Storagetek

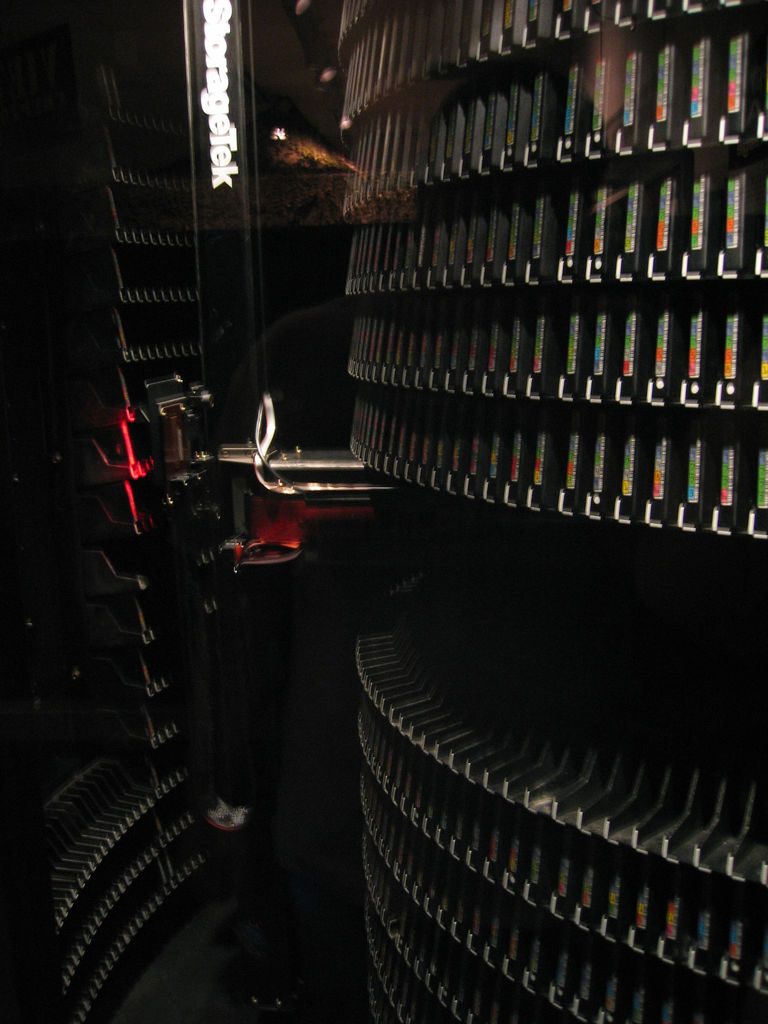
Intérieur d'une librairie Powderhorn

Storage Technology Corporation (StorageTek ou STK) est une entreprise qui fournit des solutions de stockage informatique. En 2005, elle est rachetée par Sun Microsystems pour 4,1 milliards de dollars. En 2010, Sun est à son tour racheté par Oracle pour 7,4 milliards de dollars, ses produits sont renommées Oracle StorageTek.

## Histoire
Fondée en 1969 par 4 anciens ingénieurs d'IBM, StorageTek s'est développée dans les années 80 dans le domaine des bandes et cartouches de sauvegarde ; STK est surtout connu pour ses librairies de sauvegarde automatisées présentes dans de nombreux centres informatique. Son siège était situé à Louisville (Colorado). 

## Principaux produits
- Librairies de sauvegarde: L180, L700, L700e, L5500, SL8500
- Lecteurs de cartouches: 9840, 9940, T10000
- Baies de disque: ST9990, ST9985, ST6540, ST6140

## Au cinéma
Une librairie StorageTek PowderHorn apparait dans les films américain Danger immédiat (Clear and Present Danger) sorti en 1994 avec Harrison Ford, et dans L'Effaceur (Eraser) avec Arnold Schwarzenegger en 1996.

## Liens
- Site web StorageTek